# Русиново (община Берово)
Руси́ново (мак. Русиново) — село у Північній Македонії, яке входить до общини Берово, що в Східному регіоні країни.
Громада складається з — 2095 осіб (перепис 2002): 2092 македонців і 3 серби. Село розкинулося в гірській місцевості (середні висоти — 900 метрів) в історико-географічної області Мелешево.